# إبراهيم سيسوكو
إبراهيم سيسوكو (بالفرنسية: Ibrahim Sissoko)‏ (27 نوفمبر 1995 في فرنسا - ) هو لاعب كرة قدم فرنسي في مركز الهجوم. لعب مع نادي بيزييه ‏.

## وصلات خارجية
- إبراهيم سيسوكو على موقع قاعدة بيانات كرة القدم.إي يو (الإنجليزية)
- إبراهيم سيسوكو على موقع Soccerway.com (الإنجليزية)
- إبراهيم سيسوكو على موقع عالم كرة القدم.نت (الإنجليزية)